# Małgorzata Piasecka (biolog)
Małgorzata Jolanta Piasecka – polska biolog, dr hab. nauk medycznych, profesor nadzwyczajny Zakładu Histologii i Biologii Rozwoju Wydziału Nauk o Zdrowiu Pomorskiego Uniwersytetu Medycznego w Szczecinie i Studium Kształcenia Podyplomowego Pomorskiego Uniwersytetu Medycznego w Szczecinie.

## Życiorys
W 1992 obroniła pracę doktorską Wpływ przewlekłego stosowania jonów ołowiawych na plemniki szczura, 22 kwietnia 2008 habilitowała się na podstawie pracy zatytułowanej Diagnostyczna ocena wstawki ludzkich plemników i integralności ich genomu ze szczególnym uwzględnieniem astenozoospermii. Otrzymała nominację profesorską. Została zatrudniona na stanowisku adiunkta w Samodzielnej Pracowni Histologii i Biologii Rozwoju na Wydziale Nauk o Zdrowiu Pomorskiego Uniwersytetu Medycznego w Szczecinie.
Objęła funkcję profesora nadzwyczajnego w Zakładzie Histologii i Biologii Rozwoju na Wydziale Nauk o Zdrowiu Pomorskiego Uniwersytetu Medycznego w Szczecinie i Studium Kształcenia Podyplomowego Pomorskiego Uniwersytetu Medycznego w Szczecinie.
Jest kierownikiem Zakładu Histologii i Biologii Rozwoju Wydziału Nauk o Zdrowiu Pomorskiego Uniwersytetu Medycznego w Szczecinie i Studium Kształcenia Podyplomowego Pomorskiego Uniwersytetu Medycznego w Szczecinie.